# Vanuatu
Vanuatu er en stat i Stillehavet i Oceanien, beliggende ca. 1.750 km øst for Australien, 500 km nordøst for Ny Caledonien, vest for Fiji og syd for Salomonøerne. Vanuatu er en tidligere engelsk og fransk koloni, og kaldtes i kolonitiden for Ny Hebriderne.

## Historie
Der er formodninger om, set ud fra et arkæologisk perspektiv, at et af de austronesiske sprog kom til øerne for omkring 4000 år siden. Fragmenter af keramik eller lignende produkter, som er fundet, kan dateres til årene 1300–1100 f.Kr.
Den første ø i Vanuatu, som blev opdaget af europæere, var Espiritu Santo, da den portugisiske opdager, Pedro Fernández de Quirós i 1606 så, hvad han troede var en sydlig verdensdel. Europæerne besøgte ikke øerne igen før i 1768, da Louis-Antoine de Bougainville genopdagede øerne. I 1774 gav James Cook øerne navnet Ny-Hebridene (New Hebrides). Det navn blev brugt indtil landets uafhængighed.
I 1825 opdagede handelsmanden Peter Dillon sandeltræ på øen Erromango. Det startede en epoke som sluttede i 1830, efter et sammenstød mellem polynesiske immigrerende arbejdere og indfødte melanesere. I 1860'erne trængte plantageejere i Australien, Fiji, Ny Kaledonien og Samoa til arbejdskraft. De lavede en langtids arbejdsaftale med næsten halvdelen af Vanutas arbejdere, som medførte, at man kunne sende dem på arbejde langt væk fra Vanuatu. Dette blev kaldt blackbirding.
I denne tid kom missionærer, både katolikker og protestanter til øerne. Nybyggere kom også, på jagt efter land, hvor det var muligt at etablere bomuldsplantager. Da de internationale bomuldspriser kollapsede, gik man over til produktion af kaffe, kakao, bananer og det måske mest lønsomme, kokosnødder. I starten udgjorde britiske borgere fra Australien flertallet, men da selskabet Caledonian Company etablerede sig på Ny-Hebriderne blev franske borgere flertallet. Omkring 1900 var der dobbelt så mange franskmænd som britiske indbyggere på øerne.
Virvaret i de franske og britiske interesser på øerne førte til anmodninger fra den ene eller andre part om at annektere territoriet. I 1906 blev landene enige om at dele administrationen af øerne. Det britiske-franske ejerskab var en styremåde med separate styringssystemer, som kun delte retssystemet. Melaneserne blev delt ved, at de måtte skaffe sig statsborgerskab fra en af styringsmagterne.
Udfordringerne for denne type af styre begyndte i 1940'erne. Amerikanernes ankomst på øerne under 2. verdenskrig, med deres informative adfærd og relative rigdom førte til en voksende nationalisme på øerne. Troen på en mytisk messiaslignende figur med navnet John Frum var basis for en indfødt cargo-kult (en bevægelse, som prøvede at skaffe sig industrielle goder gennem magi), som lovede melaneserne friheden. I dag er John Frum både en religion og et politisk parti med to medlemmer i parlamentet.
Det første politiske parti blev etableret i begyndelsen af 1970'erne og hed oprindeligt "New Hebrides National Party". En af grundlæggerne var Walter Lini, som senere blev statsminister. Partinavnet blev ændret til "Vanua'aku Party" i 1974. Partiet var en af fortalerne for selvstændigheden, som Vanuatu fik i slutningen af juli 1980.
Mellem den 14. marts og 15. marts 2015 raserede den tropiske orkan Pam store dele østaten. Der blev erklæret undtagelsestilstand flere steder i landet. Orkanen var med vindhastigheder over 300 km/h, en af de stærkeste målte orkaner. Orkanen betegnes som den største katastrofe, der har været i Vanuatus historie. I følge angivelser fra Forenede Nationer mistede mindst 24 personer livet, 3300 mennesker blev hjemløse.

## Politik
Vanuatu er bl.a. medlem af FN og Commonwealth.

## Geografi
Vanuatu er en ø gruppe der består af 82 små øer af vulkansk oprindelse, hvoraf 65 af dem er beboede. 14 af Vanuatus øer har et areal på over 100 kvadratkilometer. Vanuatus totale areal er 12.274 kvadratkilometer hvoraf kun 4.700 kvadratkilometer er land. Størstedelen af landets øer har stejlt terræn og meget lidt ferskvand eller land der kan dyrkes (under 10%).

### Provinser
Vanuatu er opdelt i seks provinser:
- Malampa (Malakula, Ambrym, Paama)
- Penama (Pentecost, Ambae, Maewo – på fransk: Pénama)
- Sanma (Santo, Malo)
- Shefa (Shepherds group, Efate – på fransk: Shéfa)
- Tafea (Tanna, Aniwa, Futuna, Erromango, Aneityum – på fransk: Taféa)
- Torba (Torres Islands, Banks Islands)

## Demografi
Vanuatu har et indbyggertal på 221.506, hvoraf størsteparten lever i ikke-urbaniserede landdistrikter; kun byerne Port Vila og Luganville har mere end 10.000 indbyggere. Landets indbyggere kaldes lokalt Ni-Vanuatu, og er for 98,5% vedkommende af melanesisk afstamning. Den resterende del er af europæisk, asiatisk eller oceanisk afstamning. Tre af øerne blev oprindeligt koloniseret af polynesiere. Omkring 2.000 Ni-Vanuatu bor og arbejder i Ny Kaledonien.
Landet har tre officielle sprog: engelsk, fransk og bislama. Bislama er et pidginsprog, som nu er et kreolsprog i de mest urbaniserede områder. Det er det eneste sprog, som kan forstås og tales af størsteparten af Vanuatus befolkning, og fungerer således som et lingua franca. Dertil kommer 113 indfødte sprog, som stadig tales aktivt. Antallet af sprog per capita er det højeste for noget land i verden, da der i gennemsnit kun er 2.000, som taler hvert sprog. Alle disse lokale sprog tilhører den oceaniske sproggruppe, der igen tilhører den autronesiske familie.
Kristendommen er i dag den dominerende religion i Vanuatu, den er dog opdelt i flere forskellige retninger. Omkring en tredjedel af befolkningen tilhører den presbytiske kirke, hvilket gør den til den største i landet. De næststørste er den katolske og den anglikanske kirke, som hver omfatter omkring 15% af befolkning. Af mindre kristne menigheder findes bl.a. syvende dags adventister.
Den store militære tilstedeværelse under 2. verdenskrig betød at øerne modtog enorme mængder af vestlige varer. Det førte til fremkomsten af en række såkaldte cargokulte, der byggede på til dels lokale religiøse traditioner og kristne. Hovedparten af dem forsvandt hurtigt igen, men John Frum-bevægelsen på Tanna har stadig mange tilhængere, heriblandt medlemmer af landets parlament. På Tanna også Prins Philip-bevægelsen, der bl.a. tillægger Prins Philip af Storbritannien guddommelig status. Der findes også et lille muslimsk samfund i Vanuatu.